# Elbrusz–2SZ+
Az Elbrusz–2SZ+ (oroszul: Эльбрус–2С+) az Elbrusz 2000 architektúrán alapuló többmagos mikroprocesszor, a Moszkvai SPARC Technológiai Központ (MCSZT) fejlesztésében. Számos jel és beszámoló arra mutat, hogy az architektúra evolúciója az importtól való függés megszüntetését célozza Oroszországban; az architektúra fejlesztését több minisztérium is támogatta 2014 júliusa után, így ez gyakorlatilag az orosz-ukrán konfliktus következtében Oroszország ellen életbe léptetett gazdasági szankciók egyik következménye. 2014 decemberében bejelentették, hogy az orosz Mikron csoport (oroszul: НИИМЭ и Микрон) megkezdi a mikroprocesszor kétmagos, Elbrusz–2SZM (oroszul: Эльбрус–2СM) jelű változatának próbagyártását 90 nanométeres CMOS gyártási folyamattal az oroszországi Zelenogradban.

## Specifikációk
| | Elbrusz–2SZ+                                                      | Elbrusz–2SZМ                                         | Elbrusz–4SZ                  |
| gyártás | 2011                                                              | 2014                                                 | 2014                         |
| folyamat | CMOS 0,09 µm                                                      | CMOS 0,09 µm                                         | CMOS 0,065 µm                |
| órajel | 500 MHz                                                           | 300 MHz                                              | 800 MHz                      |
| Elbrusz 2000 processzormagok Elcore-09 DSP magok | 2 4                                                               | 2 0                                                  | 4 0                          |
| csúcsteljesítmény (CPU + DSP) - 64 bites - 64 bites - 32 bites - 32 bites - 16 bites | 20 + 2 GIPS 8 + 0 GFLOPS 33 + 16 GIPS 16 + 12 GFLOPS 43 + 48 GIPS | 12 GIPS 4,8 GFLOPS 19,8 GIPS 9,6 GFLOPS              | 25 GFLOPS 107 GIPS 50 GFLOPS |
| L1 utasítás-gyorsítótár (magonként) | 64 KiB                                                            | 64 KiB                                               | 128 KiB                      |
| L1 adat-gyorsítótár (magonként) | 64 KiB                                                            | 64 KiB                                               | 64 KiB                       |
| második szintű gyorsítótár (magonként) | 1 MiB                                                             | 1 MiB                                                | 8 MiB                        |
| DSP gyorsítótár (DSP magonként) | 128 KiB                                                           |                                                      |                              |
| adatátviteli sebesség a gyorsítótárhoz | 16 GByte/s                                                        |                                                      |                              |
| adatátviteli sebesség a főmemóriához | 12,8 GByte/s                                                      |                                                      | 38,4 GByte/s                 |
| kommunikáció - csatornák a processzorok közti kommunikációhoz - csatorna sávszélesség a processzorok közti kommunikációban - bemeneti-kimeneti csatornák száma - csatorna sávszélesség a bemenet-kimenethez | 3 4 GByte/s 2 2 GByte/s                                           |                                                      | 3 12 GByte/s 1 4 GByte/s     |
| lapkafelület | 289 mm²                                                           |                                                      | 380 mm²                      |
| tranzisztorok | 3,8 millió                                                        | >300 millió                                          | 9,6 millió                   |
| vezetőrétegek | 9                                                                 |                                                      | 9                            |
| tokozás/érintkezők | HFCBGA/1296                                                       |                                                      | HFCBGA/1600                  |
| tok méret | 37,5×37,5×2,5 mm                                                  |                                                      | 42,5×42,5×3,2 mm             |
| feszültség | 1,0/1,8/2,5 V                                                     | 1,2/1,8/ 2,5 V                                       | 1,1/1,5/2,5/3,3 V            |
| energiafogyasztás | ~25 W                                                             |                                                      | ~45 W                        |
| gyártó | TSMC Tajvan                                                       | Mikron csoport (oroszul: НИИМЭ и Микрон) Oroszország | TSMC Tajvan                  |

## A southbridge
Az Elbrusz 2000 lapkakészlethez való southbridge-et, amely összekapcsolja a perifériákat és a sínt a CPU-val, a Moszkvai SPARC Technológiai Központ (МЦСТ, MCSzT) fejlesztette. Ez kompatibilis az MCST-R1000 64 bites mikroprocesszorral is (amely egy SPARC architektúra).
|                                                          | KPI 1991VG1YA 1026A010                     |
| gyártás                                                  | 2010                                       |
| folyamat                                                 | CMOS 0.13 µm                               |
| órajel                                                   | 250 MHz                                    |
| soros sín a mikroprocesszor kommunikációjához            | 1 GByte/s – fogadás, 1 GByte/s – küldés    |
| PCI Express vezérlő, 1.0a revízió                        | 8 vonal                                    |
| PCI vezérlő, 2.3 verzió                                  | 32/64 bites, 33/66 MHz órajelfrekvenciákon |
| Ethernet vezérlő, 1 GByte/s                              | 1 port                                     |
| SATA 2.0 vezérlő                                         | 4 port                                     |
| IDE controller, PATA-100                                 | 2 port 2 eszköznek                         |
| Universal Serial Bus 2.0 vezérlő                         | 2 port                                     |
| audio interfész vezérlő, AC-97                           | 2 csatornás sztereó                        |
| soros vezérlő, RS-232 és RS–485                          | 2 port                                     |
| párhuzamos interfész vezérlő, IEEE-1284 DMA támogatással | 1 port                                     |
| programozható univerzális be- és kimenet (GPIO) vezérlő  | 16 jel                                     |
| I²C sínrendszer interfész                                | 4 csatorna                                 |
| SPI sín interfész                                        | 4 eszközt támogat                          |
| megszakításvezérlő alrendszer                            | 2 PIC + 1 IOAPIC                           |
| időzítők                                                 | rendszer időzítő és watchdog (időfigyelő)  |
| lapkafelület                                             | 112 mm²                                    |
| tranzisztorok száma                                      | 30 millió                                  |
| tokozás/érintkezők                                       | HFCBGA/1156                                |
| tok mérete                                               | 35×35×3,2 mm                               |
| feszültség                                               | 1,2/3,3V                                   |
| energiafogyasztás                                        | ~6 W                                       |

## Alkalmazása
2012 decemberében a Kraftway bejelentette, hogy Elbrusz alapú PC konstrukciót fog szállítani az MCSZT partnereként.
2013 augusztusában Kujan, Guszev, Kozlov, Kaimuldenov és Kravcunov, az MCSZT munkatársai egy cikket publikáltak, amelyben leírják egy Debian rendszer fordítását és telepítését az Elbrusz számítógép-architektúrán. Ennek során egy hibrid felépítésű fordító eszközcsomagot (kereszt- és natív fordítók) használtak, az Elbrusz-2C+ és Core2 Duo processzorokhoz (az Elbrusz-2C processzornak van x86 kompatibilis üzemmódja is).
2014 decemberében felkerült az internetre egy videó, amelyben a Doom 3 számítógépes játékot futtatták egy 720 MHz órajelű Elbrusz–4C processzoron Linux operációs rendszeren, 2 GiB videómemóriával ellátott Radeon grafikus kártyával.

## Fordítás
Ez a szócikk részben vagy egészben  az   Elbrus-2C+ című angol Wikipédia-szócikk ezen változatának fordításán alapul.  Az eredeti cikk szerkesztőit annak laptörténete sorolja fel. Ez a jelzés csupán a megfogalmazás eredetét és a szerzői jogokat jelzi, nem szolgál a cikkben szereplő információk forrásmegjelöléseként.